# Linkowanie
Linkowanie (ang. link building) – zestaw działań związanych z optymalizacją dla wyszukiwarek internetowych wewnątrz i na zewnątrz strony internetowej, których celem jest poprawienie pozycji witryny w wyszukiwarkach internetowych, a pośrednio zwiększenie ilości wejść na daną stronę lub linków zwrotnych. Poprawna implementacja linkowania może zwiększyć ilość wysokiej jakości odniesień do danej strony internetowej, co z kolei może przełożyć się na wyższą pozycję w rankingu wyszukiwarek internetowych. Wykorzystywane jest także jako strategia w kampaniach marketingowych, których celem jest zwiększenie świadomości marki, jak również zbudowanie dobrego jakościowo profilu linków serwisu, co może mieć bezpośrednie przełożenie na pozycjonowanie go w wynikach wyszukiwania.
Utworzenie linka do strony internetowej mówi wyszukiwarce, że linkowana strona internetowa jest warta polecenia. To jak głosowanie w wyborach tylko od dłuższego czasu nie ilość linków, a ich jakość ma decydujące znaczenie.

## Rodzaje linkowania
Linkowanie można podzielić z uwagi na różne parametry. Najczęściej wyróżnia się

### Linkowanie wg lokalizacji linków[3][4]:
- linkowanie wewnętrzne (ang. internal linking) – rodzaj linkowania, polegający na umieszczaniu w obrębie jednej strony internetowej hiperłącz prowadzących do innych podstron tego samego serwisu. Głównym celem linkowania wewnętrznego jest ułatwienie użytkownikom i robotom wyszukiwarek nawigacji oraz przeszukiwania treści w ramach danej witryny. Poprawne linkowanie wewnętrzne może zwiększyć czas spędzony przez użytkownika na stronie oraz wpływać pozytywnie na pozycję poszczególnych podstron w wynikach wyszukiwania. Działa to na zasadzie polecania i podkreślania ważności określonych treści dla wyszukiwarek. Realizacja tego typu linkowania nie generuje dodatkowych kosztów poza czasem poświęconym na jego implementację[4][5]. Linkowanie wewnętrzne prowadzić można poprzez np. menu główne, sekcje boczne, breadcrumbs (ścieżka nawigacyjna), linki śródtekstowe, bibliotekę plików, mapy HTML.[6]
- linkowanie zewnętrzne (ang. external linking) – polega na umieszczaniu na danej stronie internetowej hiperłącz prowadzących do zasobów znajdujących się poza domeną tej strony. Z punktu widzenia konkretnej witryny, linki zewnętrzne mogą kierować użytkowników do innych źródeł w sieci, oferując dodatkowe informacje lub materiały. Z drugiej strony, linki kierujące do danej strony z zewnętrznych witryn (tzw. backlinki) są jednym z czynników branych pod uwagę przez algorytmy wyszukiwarek przy ocenie autorytetu i wartości strony, wpływając na jej pozycję w wynikach wyszukiwania[4].

### Linkowanie wg parametru jakości linków:
- Linkowanie naturalne (linkowanie organiczne)– rodzaj linkowania, w ramach którego backlinki do strony pojawiają się spontanicznie, kiedy inny użytkownik uważa zawartość strony za cenną i decyduje się umieścić link prowadzący do niej na swojej stronie. Jeśli treści na stronie są wartościowe i wyróżniają się jakością, istnieje większa szansa na naturalne zdobywanie linków od innych twórców treści w sieci[2][4].
- Linkowanie nienaturalne (często określane jako linkowanie spamowe) – polega na umieszczaniu linków zewnętrznych w sposób sztuczny, najczęściej za pomocą narzędzi automatyzujących ten proces. Przykłady nienaturalnego linkowania obejmują systemy wymiany linków, spamowanie forów i blogów oraz zakupy linków. Pomimo że taki sposób działania może szybko zwiększyć liczbę linków prowadzących do witryny, jest on ryzykowny. Wyszukiwarki internetowe, takie jak Google czy Bing, doskonalą swoje algorytmy w celu wykrywania i penalizowania stron korzystających z nienaturalnych metod linkowania[7]. Mechanizmy te mogą nakładać kary ręczne na witryny, które wykorzystują nienaturalne metody pozyskiwania linków, co może prowadzić do spadku pozycji w wynikach wyszukiwania[8].

Od kilku lat osoby odpowiedzialne za działania SEO zdecydowanie zalecają naturalne pozyskiwanie linków, bo nie tylko potrafią one poprawić pozycję naszej strony w wyszukiwarce, ale zwiększają ruch i pozytywnie wpływają na wizerunek marki. W tym miejscu bardzo często pozycjonowanie łączy się z content marketingiem.